# Magnus Manske
Magnus Manske, född 24 maj 1974 i Köln, dåvarande Västtyskland, är en tysk biokemist och malariaforskare. Han utvecklade även en av de första versionerna av mjukvaran MediaWiki, som driver bland annat Wikipedia såväl som ett antal andra webbplatser.